# Nati nel 2003/Settembre
| Questa pagina contiene informazioni ricavate automaticamente dalle voci biografiche con l'ausilio del template Bio e di un bot. L'aggiornamento è periodico e automatico e ricostruisce completamente la pagina. Se manca una persona in questa lista, sei pregato di non aggiungerla, ma accertati piuttosto che la sua voce biografica contenga il template Bio e che i dati anagrafici siano correttamente compilati. Se il template Bio manca, inseriscilo tu stesso o, in alternativa, metti l'avviso {{tmp\|Bio}} che ne segnala la mancanza. Se i dati riportati sono sbagliati, correggi direttamente la voce biografica; le modifiche saranno visibili in questa lista entro pochi giorni. Per chiarimenti vedi il progetto biografie. La lista contiene solo le 137 persone che sono citate nell'enciclopedia e per le quali è stato implementato correttamente il template Bio. Pagina aggiornata al 18 ago 2025. |

- 1º settembre - Jonathan Gómez, calciatore statunitense
- 1º settembre - Álex Padilla, calciatore messicano
- 1º settembre - Park Seung-ho, calciatore sudcoreano
- 1º settembre - Rostyslav Semenčenko, giocatore di calcio a 5 ucraino
- 2 settembre - Chidera Eze, pallavolista nigeriana
- 2 settembre - Noy Gazala, nuotatrice artistica israeliana
- 2 settembre - Mason Graham, giocatore di football americano statunitense
- 2 settembre - Alejandro Iturbe, calciatore spagnolo
- 2 settembre - Andrėj Kudravec, calciatore bielorusso
- 3 settembre - Arjun Erigaisi, scacchista indiano
- 3 settembre - Tiago Morais, calciatore portoghese
- 3 settembre - Jack Dylan Grazer, attore statunitense
- 3 settembre - Eileen Gu, sciatrice freestyle statunitense
- 3 settembre - Mark Kondratjuk, pattinatore artistico su ghiaccio russo
- 3 settembre - Samuel Kotto, calciatore camerunese
- 4 settembre - Dávid Betlehem, nuotatore ungherese
- 4 settembre - Kennedy Blades, lottatrice statunitense
- 4 settembre - Pape Demba Diop, calciatore senegalese
- 4 settembre - Natalia Grace, personaggio televisivo statunitense
- 4 settembre - Ar'jany Martha, calciatore olandese
- 4 settembre - Tang Muhan, nuotatrice cinese
- 4 settembre - Jarace Walker, cestista statunitense
- 5 settembre - Pravist Mishra, attore indiano
- 5 settembre - Harashta Haifa Zahra, modella indonesiana
- 6 settembre - Jorge Cabezas Hurtado, calciatore colombiano
- 6 settembre - Audric Estimé, giocatore di football americano statunitense
- 6 settembre - Wesley França, calciatore brasiliano
- 7 settembre - Kristian Arnstad, calciatore norvegese
- 7 settembre - Michael Czerwiński, pallavolista austriaco
- 7 settembre - Mayer Gil, calciatore colombiano
- 7 settembre - Diego Luna, calciatore statunitense
- 8 settembre - Arne Engels, calciatore belga
- 8 settembre - Lia Karatančeva, tennista bulgara
- 8 settembre - Raphael Lea'i, calciatore salomonese
- 8 settembre - Loum Tchaouna, calciatore ciadiano
- 9 settembre - Olaus Alinen, giocatore di football americano finlandese
- 9 settembre - Laura Blindkilde, calciatrice inglese
- 9 settembre - Luisão, calciatore brasiliano
- 9 settembre - Rafael Profini, calciatore argentino
- 9 settembre - Niko Sigur, calciatore canadese
- 9 settembre - Zoran Vučeljić, cestista montenegrino
- 10 settembre - Giuseppe Ambrosino, calciatore italiano
- 10 settembre - Diego Esaú Gómez Medina, calciatore messicano
- 10 settembre - Stella Nervini, pallavolista italiana
- 10 settembre - Ebrima Singhateh, calciatore gambiano
- 10 settembre - Carissa Yip, scacchista statunitense
- 10 settembre - Olen Zellweger, hockeista su ghiaccio canadese
- 10 settembre - Roko Šimić, calciatore croato
- 11 settembre - Cedric Coward, cestista statunitense
- 11 settembre - Enver Kulašin, calciatore bosniaco
- 11 settembre - Alexandru Pantea, calciatore rumeno
- 11 settembre - Marco Schrettl, ciclista su strada austriaco
- 11 settembre - Ísak Andri Sigurgeirsson, calciatore islandese
- 12 settembre - Beckham Castro, calciatore colombiano
- 12 settembre - Omar El Hilali, calciatore marocchino
- 12 settembre - Freddie Potts, calciatore inglese
- 13 settembre - Chimdessa Debele, mezzofondista etiope
- 13 settembre - Sebastian Kóša, calciatore slovacco
- 14 settembre - Tyreece Campbell, calciatore giamaicano
- 14 settembre - Marc Casadó, calciatore spagnolo
- 14 settembre - Moustapha Cissé, calciatore guineano
- 14 settembre - Jett Howard, cestista statunitense
- 14 settembre - Justin Hubner, calciatore indonesiano
- 14 settembre - Arif Kocaman, calciatore turco
- 14 settembre - Guilherme Montóia, calciatore portoghese
- 15 settembre - John Bennett, pilota automobilistico britannico
- 15 settembre - Cédric Fofana, tuffatore canadese
- 15 settembre - Nikola Jojić, calciatore serbo
- 15 settembre - Bernardo Silva Conceição, calciatore portoghese
- 15 settembre - Warren Bondo, calciatore francese
- 16 settembre - Emmanuel Adegboyega, calciatore irlandese
- 16 settembre - Felipe Chiappini, calciatore uruguaiano
- 16 settembre - Andrija Grbović, cestista montenegrino
- 16 settembre - Claude Kiambe, cantautore della Repubblica Democratica del Congo
- 16 settembre - Jonas Witte, sciatore alpino tedesco
- 17 settembre - Antoine Azzolin, sciatore alpino francese
- 17 settembre - Samuel Giovane, calciatore italiano
- 17 settembre - Marco Nasti, calciatore italiano
- 17 settembre - Samuel Short, nuotatore australiano
- 17 settembre - Luca Stephenson, calciatore inglese
- 18 settembre - Aidan Gallagher, attore, musicista e attivista statunitense
- 18 settembre - Rodrigo Huescas, calciatore messicano
- 18 settembre - Dairon Reyes, calciatore cubano
- 18 settembre - Fedor Žugić, cestista montenegrino
- 19 settembre - Benjamín Domínguez, calciatore argentino
- 19 settembre - Franco Herrera, calciatore argentino
- 19 settembre - Lautaro Ovando, calciatore argentino
- 19 settembre - Babacar Sané, cestista senegalese
- 19 settembre - Claire Scheffel, nuotatrice artistica canadese
- 19 settembre - Thiago Schiavulli, calciatore argentino
- 19 settembre - Collins Sichenje, calciatore keniota
- 19 settembre - Alejo Véliz, calciatore argentino
- 20 settembre - Suchata Chuangsri, modella thailandese
- 20 settembre - Thomas Matthew Crooks, criminale statunitense († 2024)
- 20 settembre - Gora Diouf, calciatore senegalese
- 20 settembre - Zuzana Maděrová, snowboarder ceca
- 20 settembre - Oluwafemi Oladejo, giocatore di football americano statunitense
- 20 settembre - Leanne Wong, ginnasta statunitense
- 21 settembre - Kobe Bufkin, cestista statunitense
- 21 settembre - Luca De Tullio, nuotatore italiano
- 21 settembre - Merhawi Mebrahtu, mezzofondista eritreo
- 21 settembre - Andrej Đurić, calciatore serbo
- 22 settembre - Melissa Girelli, ginnasta italiana
- 22 settembre - Lucrezia Paulis, schermitrice italiana
- 23 settembre - Andrea Adamo, pilota motociclistico italiano
- 23 settembre - Prince Kwabena Adu, calciatore ghanese
- 23 settembre - Leonardo Donaggio, sciatore freestyle italiano
- 23 settembre - Georgie Gent, calciatore inglese
- 23 settembre - Finn Surman, calciatore neozelandese
- 23 settembre - Alí Ávila, calciatore messicano
- 24 settembre - John Patrick, calciatore spagnolo
- 24 settembre - Sara Fiorin, ciclista su strada, pistard e ciclocrossista italiana
- 24 settembre - Joe Locke, attore mannese
- 24 settembre - Alli Macuga, sciatrice freestyle statunitense
- 24 settembre - Matías Moreno, calciatore argentino
- 25 settembre - Raed Bouchniba, calciatore tunisino
- 25 settembre - Breno Cascardo, calciatore brasiliano
- 25 settembre - Krystina Dzmitruk, tennista bielorussa
- 25 settembre - Donovan Ezeiruaku, giocatore di football americano statunitense
- 25 settembre - Ikoi Hirota, nuotatrice artistica giapponese
- 25 settembre - Annabel Jallat, sciatrice alpina francese
- 25 settembre - Luís Mota, calciatore portoghese
- 25 settembre - Niklas Pyyhtiä, calciatore finlandese
- 25 settembre - Bella Ramsey, attrice britannica
- 25 settembre - Kōdai Sano, calciatore giapponese
- 26 settembre - Sam Nivola, attore inglese
- 26 settembre - Isaac Price, calciatore nordirlandese
- 26 settembre - Jane Remover, musicista, cantante e produttrice discografica statunitense
- 27 settembre - Livio Hiltbrand, sciatore alpino svizzero
- 28 settembre - Júlio César Alves Gonçalves, calciatore brasiliano
- 28 settembre - Lauren Spencer-Smith, cantante canadese
- 29 settembre - VC Barre, rapper svedese
- 29 settembre - Fabricio Corbalán, calciatore argentino
- 29 settembre - Alberto Costa, calciatore portoghese
- 29 settembre - David Tchétchao, calciatore beninese
- 30 settembre - Loïc Lüthi, calciatore svizzero
- 30 settembre - Alberto Moleiro, calciatore spagnolo